# Ettingen
Ettingen es una comuna suiza del cantón de Basilea-Campiña, situada en el distrito de Arlesheim. Limita al norte con la comuna de Therwil, al este con Aesch y Pfeffingen, al sur con Nenzlingen y Blauen, y al oeste con Hofstetten-Flüh (SO) y Witterswil (SO).

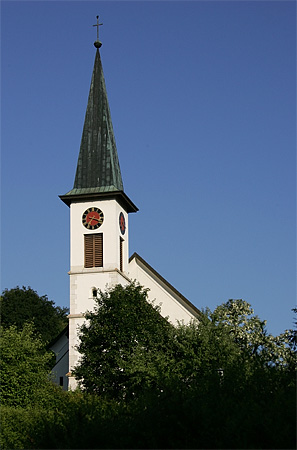
Iglesia en Ettingen.